# اس اند ام
اِس اَند اِم (به انگلیسی: S&M) یک آلبوم موسیقی زنده است که به صورت مشترک توسط گروه هوی متال آمریکایی متالیکا و ارکستر سمفونیک سانفرانسیسکو در ۲۱ و ۲۲ آوریل ۱۹۹۹ در سالن تئاتر برکلی ایالت کالیفرنیا ضبط شد. این آلبوم آخرین آلبومی بود که گروه متالیکا با بیسیست جیسون نیوستد فعالیت کرد.
آلبوم شامل دو لوح‌فشرده می‌باشد که شامل ۲۱ آهنگ بوده و به جز آهنگ The Ecstasy of Gold از انیو موریکونه باقی اهنگها گلچینی از اهنگهای متالیکا می‌باشد.

## اطلاعات آلبوم
اس‌اندام شامل اجرای آهنگ‌های متالیکا است که در این آهنگ‌ها از عناصر موسیقی سمفونیک که توسط مایکل کی‌من نوشته شده‌استفاده شده‌است. ایدهٔ ترکیب موسیقی هوی متال با موسیقی کلاسیک و سمفونی توسط بیسیست سابق گروه متالیکا کلیف برتون داده شده بود و این مورد را جیمز هتفیلد بارها عنوان کرده‌است. برتون عاشق موسیقی کلاسیک و سمفونیک بود خصوصاً هنرمندانی نظیر یوهان سباستین باخ.

متالیکا در این آلبوم جدا از آهنگ‌هایی که از آلبوم سوار بر آذرخش تا ریلود برای اجرا در این کنسرت انتخاب کرده بود، دو آهنگ جدید دیگر هم اجرا کرد که تاکنون منتشر نشده بود(No Leaf Clover" و "−Human). علاوه بر آن یک آهنگ از انیو موریکونه با نام "The Ecstasy of Gold" را نیز اجرا کردند. آهنگ‌هایی نظیر "Wasting My Hate", "The Unforgiven", "Low Man's Lyric", "Fade to Black"II Unforgiven II, "Through The Never", "Harvester of Sorrow", و "...And Justice For All" هم قرار بود اجرا بشوند، ولی به دلیل فاصله‌ای که از آخرین اجرای آن تا به آنروز افتاده بود و وقت کمی هم وجود داشت، گروه تصمیم گرفت که این آهنگ‌ها از لیست خارج شوند. آهنگ‌هایی هم بودند که از نظر متالیکا و کی‌من برای سمفونی‌شدن مناسب نبودند("Ronnie" و "Mama Said").

## لیست آهنگ‌ها
| دیسک اول | دیسک اول                                | دیسک اول                                         | دیسک اول |
| شماره    | نام                                     | نویسنده(ها)                                      | مدت      |
| -------- | --------------------------------------- | ------------------------------------------------ | -------- |
| ۱.       | «The Ecstasy of Gold»                   | انیو موریکونه                                    | ۲:۳۱     |
| ۲.       | «The Call of Ktulu»                     | جیمز هتفیلد، لارس اولریش، کلیف برتون، دیو ماستین | ۹:۳۴     |
| ۳.       | «Master of Puppets»                     | هتفیلد، اولریش، برتون، کرک همت                   | ۸:۵۵     |
| ۴.       | «Of Wolf and Man»                       | هتفیلد، اولریش، همت                              | ۴:۱۹     |
| ۵.       | «The Thing That Should Not Be»          | هتفیلد، اولریش، همت                              | ۷:۲۷     |
| ۶.       | «Fuel»                                  | هتفیلد، اولریش، همت                              | ۴:۳۶     |
| ۷.       | «The Memory Remains»                    | هتفیلد، اولریش                                   | ۴:۴۲     |
| ۸.       | «No Leaf Clover» (قبلاً منتشر نشده بود.) | هتفیلد، اولریش                                   | ۵:۴۳     |
| ۹.       | «Hero of the Day»                       | هتفیلد، اولریش، همت                              | ۴:۴۵     |
| ۱۰.      | «Devil's Dance»                         | هتفیلد، اولریش                                   | ۵:۲۶     |
| ۱۱.      | «Bleeding Me»                           | هتفیلد، اولریش، همت                              | ۹:۰۲     |

| دیسک دوم | دیسک دوم                                               | دیسک دوم              | دیسک دوم |
| شماره    | نام                                                    | نویسنده(ها)           | مدت      |
| -------- | ------------------------------------------------------ | --------------------- | -------- |
| ۱.       | «Nothing Else Matters»                                 | هتفیلد، اولریش        | ۶:۴۷     |
| ۲.       | «Until It Sleeps»                                      | هتفیلد، اولریش        | ۴:۳۰     |
| ۳.       | «For Whom the Bell Tolls»                              | هتفیلد، اولریش، برتون | ۴:۵۲     |
| ۴.       | «Minus Human (یا همان: −Human)» (قبلاً منتشر نشده بود.) | هتفیلد، اولریش        | ۴:۲۰     |
| ۵.       | «Wherever I May Roam»                                  | هتفیلد، اولریش        | ۷:۰۲     |
| ۶.       | «The Outlaw Torn»                                      | هتفیلد، اولریش        | ۹:۵۹     |
| ۷.       | «Sad but True»                                         | هتفیلد، اولریش        | ۵:۴۶     |
| ۸.       | «One»                                                  | هتفیلد، اولریش        | ۷:۵۳     |
| ۹.       | «Enter Sandman»                                        | هتفیلد، اولریش، همت   | ۷:۳۹     |
| ۱۰.      | «Battery»                                              | هتفیلد، اولریش        | ۷:۲۵     |